# Maria Farantouri

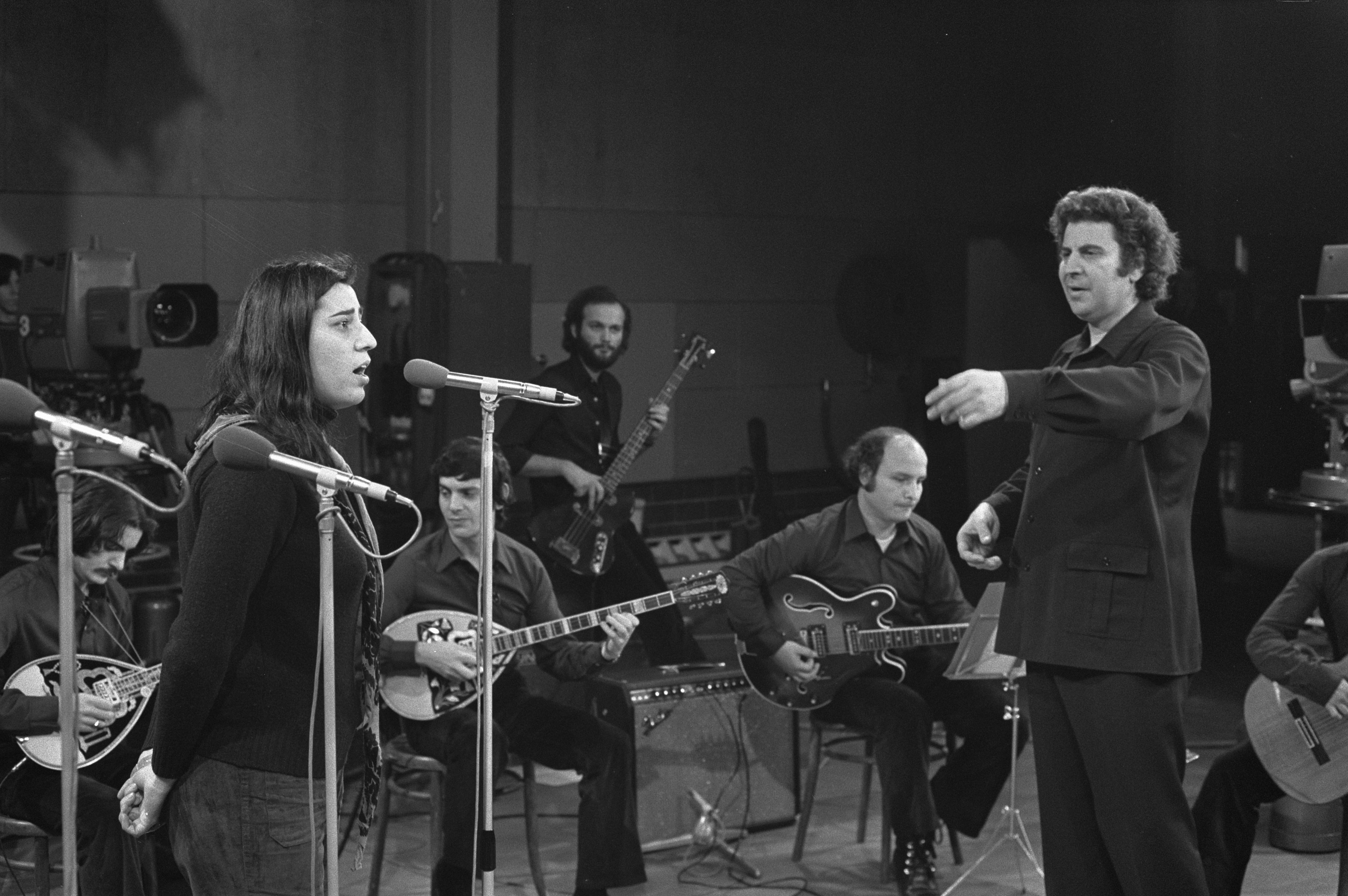
Maria Farantouri & Mikis Theodorakis (1972)

Maria Farantouri (greacă: Μαρία Φαραντούρη), n. 28 noiembrie 1947, Atena, Grecia), a devenit cunoscută în întreaga lume ca fiind „interpreta ideală” a muzicii lui Mikis Theodorakis și jucând, în același timp, un rol important în mișcarea de renaștere a muzicii grecești. Este considerată expresia cea mai autentică pentru piesele muzicale grecești. Voce contralto bogată, cu gamă mare și de calitate melodică, cuplată cu expresie dramatică excelentă - acestea sunt principalele caracteristici ale artei sale.